# Rally dell'Acropoli 2021

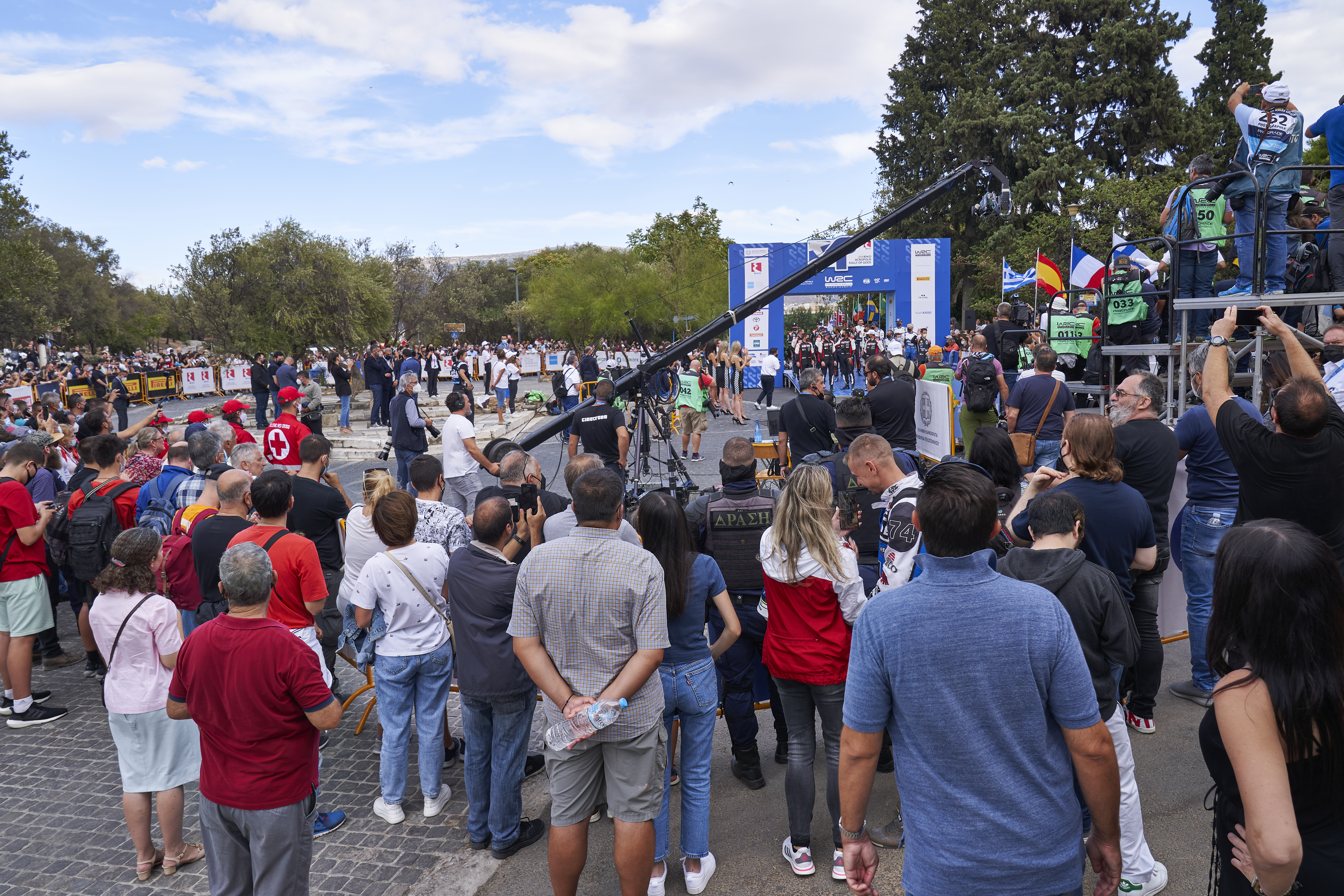
Cerimonia di apertura del 65º Rally dell'Acropoli

Il Rally dell'Acropoli 2021, ufficialmente denominato 65th EKO Acropolis Rally of Gods, è stata la nona prova del campionato del mondo rally 2021, nonché la sessantacinquesima edizione del Rally dell'Acropoli e la trentanovesima con valenza mondiale. La manifestazione, la cui ultima edizione iridata si tenne nel 2013, si è svolta dal 9 al 12 settembre sugli sterrati rocciosi che attraversano le zone montuose della Grecia Centrale con base a Lamia, al nella quale fu allestito anche il parco assistenza per tutti i concorrenti; la prima prova speciale si disputò nella capitale Atene, circa 200 km a sud-est di Lamia.
L'evento è stato vinto dal finlandese Kalle Rovanperä, navigato dal connazionale Jonne Halttunen, al volante di una Toyota Yaris WRC del team Toyota Gazoo Racing WRT, seguiti dalla coppia estone formata da Ott Tänak e Martin Järveoja, su una   Hyundai i20 Coupe WRC della squadra Hyundai Shell Mobis WRT, e da quella francese composta da Sébastien Ogier e Julien Ingrassia, anch'essi alla guida di una Toyota Yaris WRC ufficiale. Per Rovanperä e Halttunen si trattò della seconda vittoria in carriera, avendo trionfato in Estonia nel luglio precedente.
Il norvegese Andreas Mikkelsen e il britannico Elliott Edmondson, su Škoda Fabia Rally2 Evo della squadra Toksport WRT, hanno invece conquistato il successo nel campionato WRC-2; nella serie WRC-3 la vittoria era invece andata ai francesi Yohan Rossel e Alexandre Coria  alla guida di una Citroën C3 Rally2, ma al termine della gara l'equipaggio venne squalificato in quanto la parte frontale del telaio della loro vettura risultò essere oltre il peso consentito dal regolamento; la vittoria venne pertanto assegnata ai secondi classificati, ovvero i polacchi Kajetan Kajetanowicz e Maciej Szczepaniak su una Škoda Fabia Rally2 Evo.

## Dati della prova
| Denominazione ufficiale             | EKO Acropolis Rally of Gods                                 |
| Edizione N°                         | 65                                                          |
| Tappa N°                            | 9 di 12                                                     |
| Data manifestazione                 | da giovedì 09/09/2021 a domenica 12/09/2021                 |
| Sede ospitante                      | Lamia (Ftiotide, Grecia Centrale)                           |
| Sede del parco assistenza           | Panhellenic Expo Center, Lamia                              |
| Superficie                          | Terra                                                       |
| Direttore di gara                   | Anita Passalis                                              |
| Iscritti                            | 55                                                          |
| Partiti                             | 48                                                          |
| Arrivati                            | 42 (87,5%)                                                  |
| Prove speciali                      | 15                                                          |
| Prova più breve                     | 0,98 km (PS1: Cosmote 5G Athens Stage)                      |
| Prova più lunga                     | 33,20 km (PS14: Pyrgos)                                     |
| Prova più lenta                     | velocità media di 68,50 km/h (PS1: Cosmote 5G Athens Stage) |
| Prova più veloce                    | velocità media di 117,12 km/h (PS6: Elatia)                 |
| Lunghezza prove speciali            | 292,19 km (22,7% della distanza totale)                     |
| Lunghezza complessiva trasferimenti | 993,66 km                                                   |
| Distanza totale                     | 1285,85 km                                                  |

## Itinerario
| Frazione            | Prova  | Ora    | Nome                                | Lunghezza | Totale    |
| ------------------- | ------ | ------ | ----------------------------------- | --------- | --------- |
| Frazione 1 (9 set)  | PS1    | 18:08  | Cosmote 5G Athens Stage             | 0,98 km   | 0,98 km   |
|                     |        |        |                                     |           |           |
| Frazione 2 (10 set) | PS2    | 10:18  | Aghii Theodori 1                    | 17,54 km  | 89,40 km  |
| Frazione 2 (10 set) | PS3    | 11:11  | Loutraki                            | 19,40 km  | 89,40 km  |
| Frazione 2 (10 set) | PS4    | 13:24  | Aghii Theodori 2                    | 17,54 km  | 89,40 km  |
| Frazione 2 (10 set) | PS5    | 15:47  | Thiva                               | 23,27 km  | 89,40 km  |
| Frazione 2 (10 set) | PS6    | 17:40  | Elatia                              | 11,65 km  | 89,40 km  |
| Frazione 2 (10 set) |        | 19:50  | Assistenza (flexi) – Lamia (45 min) | –         | 89,40 km  |
|                     |        |        |                                     |           |           |
| Frazione 3 (11 set) |        | 07:15  | Assistenza – Lamia (15 min)         | –         | 132,56 km |
| Frazione 3 (11 set) | PS7    | 08:32  | Pavliani 1                          | 24,45 km  | 132,56 km |
| Frazione 3 (11 set) | PS8    | 10:02  | Gravia                              | 24,81 km  | 132,56 km |
| Frazione 3 (11 set) | PS9    | 11:52  | Bauxites                            | 22,97 km  | 132,56 km |
| Frazione 3 (11 set) | PS10   | 13:08  | Eleftherohori 1                     | 18,14 km  | 132,56 km |
| Frazione 3 (11 set) |        | 14:33  | Assistenza – Lamia (40 min)         | –         | 132,56 km |
| Frazione 3 (11 set) | PS11   | 16:26  | Pavliani 2                          | 24,45 km  | 132,56 km |
| Frazione 3 (11 set) | PS12   | 18:08  | Eleftherohori 2                     | 18,14 km  | 132,56 km |
| Frazione 3 (11 set) |        | 19:13  | Assistenza (flexi) – Lamia (45 min) | –         | 132,56 km |
|                     |        |        |                                     |           |           |
| Frazione 4 (12 set) |        | 06:15  | Assistenza – Lamia (15 min)         | –         | 69,25 km  |
| Frazione 4 (12 set) | PS13   | 08:08  | Tarzan 1                            | 23,37 km  | 69,25 km  |
| Frazione 4 (12 set) | PS14   | 09:51  | Pyrgos                              | 33,20 km  | 69,25 km  |
| Frazione 4 (12 set) | PS15   | 13:18  | Tarzan 2 (power stage)              | 12,68 km  | 69,25 km  |
| Totale              | Totale | Totale | Totale                              | Totale    | 292,19 km |

## Risultati

### Classifica
| Pos.      | Nº       | Pilota                   | Co-pilota                 | Auto                   | Squadra                 | Classe      | Tempo     | Distacco   | Punti    |
| Generale  | Generale | Generale                 | Generale                  | Generale               | Generale                | Generale    | Generale  | Generale   | Generale |
| --------- | -------- | ------------------------ | ------------------------- | ---------------------- | ----------------------- | ----------- | --------- | ---------- | -------- |
| 1.        | 69       | Kalle Rovanperä          | Jonne Halttunen           | Toyota Yaris WRC       | Toyota Gazoo Racing WRT | WRC         | 3h28'24"6 | –          | 30       |
| 2.        | 8        | Ott Tänak                | Martin Järveoja           | Hyundai i20 Coupe WRC  | Hyundai Shell Mobis WRT | WRC         | 3h29'06"7 | +42"1      | 19       |
| 3.        | 1        | Sébastien Ogier          | Julien Ingrassia          | Toyota Yaris WRC       | Toyota Gazoo Racing WRT | WRC         | 3h29'35"9 | +1'11"3    | 18       |
| 4.        | 6        | Dani Sordo               | Cándido Carrera           | Hyundai i20 Coupe WRC  | Hyundai Shell Mobis WRT | WRC         | 3h31'25"6 | +3'01"0    | 12       |
| 5.        | 44       | Gus Greensmith           | Chris Patterson           | Ford Fiesta WRC        | M-Sport Ford WRT        | WRC         | 3h34'09"6 | +5'45"0    | 10       |
| 6.        | 33       | Elfyn Evans              | Scott Martin              | Toyota Yaris WRC       | Toyota Gazoo Racing WRT | WRC         | 3h35'07"3 | +6'42"7    | 12       |
| 7.        | 16       | Adrien Fourmaux          | Renaud Jamoul             | Ford Fiesta WRC        | M-Sport Ford WRT        | WRC         | 3h35'19"0 | +6'54"4    | 6        |
| 8.        | 11       | Thierry Neuville         | Martijn Wydaeghe          | Hyundai i20 Coupe WRC  | Hyundai Shell Mobis WRT | WRC         | 3h37'05"7 | +8'41"1    | 6        |
| 9.        | 20       | Andreas Mikkelsen        | Elliott Edmondson         | Škoda Fabia Rally2 Evo | Toksport WRT            | RC2 / WRC-2 | 3h37'27"1 | +9'02"5    | 2        |
| 10.       | 22       | Marco Bulacia Wilkinson  | Marcelo Der Ohannesian    | Škoda Fabia Rally2 Evo | Toksport WRT            | RC2 / WRC-2 | 3h37'43"8 | +9'19"2    | 1        |
| WRC-2     |          |                          |                           |                        |                         |             |           |            |          |
| 1. (9.)   | 20       | Andreas Mikkelsen        | Elliott Edmondson         | Škoda Fabia Rally2 Evo | Toksport WRT            | RC2 / WRC-2 | 3h37'27"1 | –          | 28       |
| 2. (10.)  | 22       | Marco Bulacia Wilkinson  | Marcelo Der Ohannesian    | Škoda Fabia Rally2 Evo | Toksport WRT            | RC2 / WRC-2 | 3h37'43"8 | +16"7      | 22       |
| 3. (13.)  | 23       | Nikolaj Grjazin          | Konstantin Aleksandrov    | Ford Fiesta Rally2     | Movisport SRL           | RC2 / WRC-2 | 3h42'12"1 | +4'45"0    | 16       |
| 4. (15.)  | 27       | Georg Linnamäe           | James Morgan              | Volkswagen Polo GTI R5 | ALM Motorsport          | RC2 / WRC-2 | 3h43'29"1 | +6'02"0    | 14       |
| 5. (16.)  | 25       | Martin Prokop            | Michal Ernst              | Ford Fiesta Rally2     | M-Sport Ford WRT        | RC2 / WRC-2 | 3h46'29"8 | +9'02"7    | 10       |
| 6. (17.)  | 26       | Sean Johnston            | Alexander Kihurani        | Citroën C3 Rally2      | Saintéloc Junior Team   | RC2 / WRC-2 | 3h46'54"7 | +9'27"6    | 8        |
| 7. (20.)  | 29       | Leonid Urlichich         | Tom Woodburn              | Citroën C3 Rally2      | Saintéloc Junior Team   | RC2 / WRC-2 | 3h55'38"8 | +18'11"7   | 6        |
| 8. (31.)  | 21       | Mads Østberg             | Torstein Eriksen          | Citroën C3 Rally2      | TRT World Rally Team    | RC2 / WRC-2 | 4h18'17"5 | +49'52"9   | 9        |
| WRC-3     |          |                          |                           |                        |                         |             |           |            |          |
| 1. (11.)  | 31       | Kajetan Kajetanowicz     | Maciej Szczepaniak        | Škoda Fabia Rally2 Evo | -                       | RC2 / WRC-3 | 3h39'48"2 | –          | 30       |
| 2. (12.)  | 34       | Chris Ingram             | Ross Whittock             | Škoda Fabia Rally2 Evo | -                       | RC2 / WRC-3 | 3h40'14"3 | +26"1      | 21       |
| 3. (14.)  | 35       | Emil Lindholm            | Reeta Hämäläinen          | Škoda Fabia Rally2 Evo | -                       | RC2 / WRC-3 | 3h42'20"2 | +2'32"0    | 19       |
| 4. (19.)  | 45       | Giorgos Kehagias         | Marios Tsaousoglou        | Škoda Fabia Rally2 Evo | -                       | RC2 / WRC-3 | 3h55'31"5 | +15'43"3   | 12       |
| 5. (21.)  | 46       | Roustemis Panagiotis     | Konstantinos Nikolopoulos | Citroën DS3 R5         | -                       | RC2 / WRC-3 | 3h55'39"3 | +15'51"1   | 10       |
| 6. (23.)  | 48       | Vassileios Velanis       | Ioannis Velanis           | Škoda Fabia Rally2 Evo | -                       | RC2 / WRC-3 | 3h55'57"7 | +16'09"5   | 8        |
| 7. (24.)  | 43       | Paulo Nobre              | Gabriel Morales           | Škoda Fabia R5         | -                       | RC2 / WRC-3 | 3h58'29"7 | +18'41"5   | 6        |
| 8. (26.)  | 49       | Ioannis Plagos           | Alkis Rentis              | Citroën C3 Rally2      | -                       | RC2 / WRC-3 | 4h04'29"1 | +24'40"9   | 4        |
| 9. (33.)  | 32       | Fabrizio Zaldivar        | Carlos del Barrio         | Škoda Fabia Rally2 Evo | -                       | RC2 / WRC-3 | 4h31'45"9 | +51'57"7   | 4        |
| 10. (34.) | 47       | Panagiotis Hatzitsopanis | Nikolaos Petropoulos      | Ford Fiesta Rally2     | -                       | RC2 / WRC-3 | 4h38'27"6 | +58'39"4   | 1        |
| ...       | ...      | ...                      | ...                       | ...                    | ...                     | ...         | ...       | ...        | ...      |
| 12. (36.) | 40       | Lambros Athanassoulas    | Nikolaos Zakheos          | Hyundai i20 N Rally2   | -                       | RC2 / WRC-3 | 4h52'38"2 | +1h12'50"0 | 1        |

| Principali ritiri e/o squalifiche | Principali ritiri e/o squalifiche | Principali ritiri e/o squalifiche | Principali ritiri e/o squalifiche | Principali ritiri e/o squalifiche | Principali ritiri e/o squalifiche | Principali ritiri e/o squalifiche | Principali ritiri e/o squalifiche | Principali ritiri e/o squalifiche |
| PS                                | Nº                                | Pilota                            | Copilota                          | Auto                              | Squadra                           | Classe                            | Causa                             | Pos.                              |
| --------------------------------- | --------------------------------- | --------------------------------- | --------------------------------- | --------------------------------- | --------------------------------- | --------------------------------- | --------------------------------- | --------------------------------- |
| PS 8                              | 58                                | Molly Taylor                      | Sebastian Marshall                | Ford Fiesta Rally3                | M-Sport Poland                    | RC3                               | Motore                            | 44ª                               |
| PS 9                              | 28                                | Oliver Solberg                    | Aaron Johnston                    | Hyundai i20 N Rally2              | Hyundai Motorsport N              | RC2 / WRC-2                       | Incidente                         | 39º                               |
| PS 13                             | 7                                 | Pierre-Louis Loubet               | Florian Haut-Labourdette          | Hyundai i20 Coupe WRC             | Hyundai 2C Competition            | WRC                               | Guasto meccanico                  | 20º                               |
| PS 15                             | 30                                | Yohan Rossel                      | Alexandre Coria                   | Citroën C3 Rally2                 | -                                 | RC2 / WRC-3                       | Escluso per irregolarità tecnica  | 11º                               |

Legenda
| Icona | Note                                                                                 |
| ----- | ------------------------------------------------------------------------------------ |
| WRC   | Equipaggio di classe WRC che può conquistare punti per il campionato costruttori     |
| WRC   | Equipaggio di classe WRC che non può conquistare punti per il campionato costruttori |
| WRC-2 | Equipaggio registrato al campionato WRC-2                                            |
| WRC-3 | Equipaggio registrato al campionato WRC-3                                            |
| JWRC  | Equipaggio registrato al campionato Junior WRC                                       |
|       | Ulteriori classificazioni                                                            |

### Prove speciali
| Frazione            | Prova | Ora   | Nome                    | Lunghezza | Vincitori                         | Tempo   | Velocità media | Leader del rally                 |
| ------------------- | ----- | ----- | ----------------------- | --------- | --------------------------------- | ------- | -------------- | -------------------------------- |
| Frazione 1 (9 set)  | PS1   | 18:08 | Cosmote 5G Athens Stage | 0,98 km   | Sébastien Ogier Julien Ingrassia  | 51"5    | 68,50 km/h     | Sébastien Ogier Julien Ingrassia |
|                     |       |       |                         |           |                                   |         |                |                                  |
| Frazione 2 (10 set) | PS2   | 10:18 | Aghii Theodori 1        | 17,54 km  | Ott Tänak Martin Järveoja         | 13'15"8 | 79,35 km/h     | Sébastien Ogier Julien Ingrassia |
| Frazione 2 (10 set) | PS3   | 11:11 | Loutraki                | 19,40 km  | Kalle Rovanperä Jonne Halttunen   | 13'04"4 | 89,04 km/h     | Kalle Rovanperä Jonne Halttunen  |
| Frazione 2 (10 set) | PS4   | 13:24 | Aghii Theodori 2        | 17,54 km  | Kalle Rovanperä Jonne Halttunen   | 13'10"3 | 121,39 km/h    | Kalle Rovanperä Jonne Halttunen  |
| Frazione 2 (10 set) | PS5   | 15:47 | Thiva                   | 23,27 km  | Sébastien Ogier Julien Ingrassia  | 15'25"2 | 90,54 km/h     | Kalle Rovanperä Jonne Halttunen  |
| Frazione 2 (10 set) | PS6   | 17:40 | Elatia                  | 11,65 km  | Thierry Neuville Martijn Wydaeghe | 5'58"1  | 117,12 km/h    | Kalle Rovanperä Jonne Halttunen  |
|                     |       |       |                         |           |                                   |         |                | Kalle Rovanperä Jonne Halttunen  |
| Frazione 3 (11 set) | PS7   | 08:32 | Pavliani 1              | 24,25 km  | Kalle Rovanperä Jonne Halttunen   | 19'27"7 | 74,76 km/h     | Kalle Rovanperä Jonne Halttunen  |
| Frazione 3 (11 set) | PS8   | 10:02 | Gravia                  | 24,81 km  | Kalle Rovanperä Jonne Halttunen   | 20'35"9 | 72,27 km/h     | Kalle Rovanperä Jonne Halttunen  |
| Frazione 3 (11 set) | PS9   | 11:52 | Bauxites                | 22,97 km  | Kalle Rovanperä Jonne Halttunen   | 13'44"3 | 100,32 km/h    | Kalle Rovanperä Jonne Halttunen  |
| Frazione 3 (11 set) | PS10  | 13:08 | Eleftherohori 1         | 18,14 km  | Kalle Rovanperä Jonne Halttunen   | 11'05"2 | 98,17 km/h     | Kalle Rovanperä Jonne Halttunen  |
| Frazione 3 (11 set) | PS11  | 16:26 | Pavliani 2              | 24,25 km  | Sébastien Ogier Julien Ingrassia  | 19'10"6 | 75,87 km/h     | Kalle Rovanperä Jonne Halttunen  |
| Frazione 3 (11 set) | PS12  | 18:08 | Eleftherohori 2         | 18,14 km  | Ott Tänak Martin Järveoja         | 10'42"0 | 101,72 km/h    | Kalle Rovanperä Jonne Halttunen  |
|                     |       |       |                         |           |                                   |         |                | Kalle Rovanperä Jonne Halttunen  |
| Frazione 4 (12 set) | PS13  | 08:08 | Tarzan 1                | 23,37 km  | Kalle Rovanperä Jonne Halttunen   | 17'22"7 | 80,69 km/h     | Kalle Rovanperä Jonne Halttunen  |
| Frazione 4 (12 set) | PS14  | 09:51 | Pyrgos                  | 33,20 km  | Ott Tänak Martin Järveoja         | 25'24"4 | 78,40 km/h     | Kalle Rovanperä Jonne Halttunen  |
| Frazione 4 (12 set) | PS15  | 13:18 | Tarzan 2 (power stage)  | 12,68 km  | Kalle Rovanperä Jonne Halttunen   | 8'34"8  | 88,67 km/h     | Kalle Rovanperä Jonne Halttunen  |

### Power stage
PS15: Tarzan 2 di 12,68 km, disputatasi domenica 12 settembre 2021 alle ore 13:18 (UTC+3).
| Pos. | No. | Pilota           | Co-pilota        | Auto                  | Classe | Tempo  | Distacco | Punti |
| ---- | --- | ---------------- | ---------------- | --------------------- | ------ | ------ | -------- | ----- |
| 1    | 69  | Kalle Rovanperä  | Jonne Halttunen  | Toyota Yaris WRC      | WRC    | 8'34"8 | –        | 5     |
| 2    | 33  | Elfyn Evans      | Scott Martin     | Toyota Yaris WRC      | WRC    | 8'36"0 | +1"2     | 4     |
| 3    | 1   | Sébastien Ogier  | Julien Ingrassia | Toyota Yaris WRC      | WRC    | 8'38"7 | +3"9     | 3     |
| 4    | 11  | Thierry Neuville | Martijn Wydaeghe | Hyundai i20 Coupe WRC | WRC    | 8'40"5 | +5"7     | 2     |
| 5    | 8   | Ott Tänak        | Martin Järveoja  | Hyundai i20 Coupe WRC | WRC    | 8'41"9 | +7"1     | 1     |

## Classifiche mondiali
Classifica piloti
| Pos. | Pos. | Pilota                    | Punti |
| ---- | ---- | ------------------------- | ----- |
| 1    |      | Sébastien Ogier           | 180   |
| 2    |      | Elfyn Evans               | 136   |
| 3    |      | Thierry Neuville          | 130   |
| 4    |      | Kalle Rovanperä           | 129   |
| 5    |      | Ott Tänak                 | 106   |
| 6    |      | Takamoto Katsuta          | 66    |
| 7    |      | Craig Breen               | 60    |
| 8    |      | Gus Greensmith            | 44    |
| 9    |      | Dani Sordo                | 43    |
| 10   |      | Adrien Fourmaux           | 36    |
| 11   |      | Teemu Suninen             | 17    |
| 12   |      | Mads Østberg              | 13    |
| 13   |      | Yohan Rossel              | 12    |
| 14   |      | Jari Huttunen             | 10    |
| 15   |      | Andreas Mikkelsen         | 10    |
| 16   |      | Esapekka Lappi            | 7     |
| 17   |      | Oliver Solberg            | 6     |
| 18   |      | Pierre-Louis Loubet       | 6     |
| 19   |      | Onkar Rai                 | 6     |
| 20   |      | Pepe López                | 4     |
| 21   |      | Pieter-Jan-Michiel Cracco | 4     |
| 22   |      | Karan Patel               | 4     |
| 23   |      | Aleksej Luk'janjuk        | 4     |
| 24   |      | Jan Solans                | 2     |
| 25   |      | Carl Tundo                | 2     |
| 26   |      | Fabian Kreim              | 2     |
| 27   |      | Marco Bulacia Wilkinson   | 2     |
| 28   |      | Nikolaj Grjazin           | 1     |
| 29   |      | Eric Camilli              | 1     |
| 30   |      | Vincent Verschueren       | 1     |

Classifica copiloti
| Pos. | Pos. | Pilota                   | Punti |
| ---- | ---- | ------------------------ | ----- |
| 1    |      | Julien Ingrassia         | 180   |
| 2    |      | Scott Martin             | 136   |
| 3    |      | Martijn Wydaeghe         | 130   |
| 4    |      | Jonne Halttunen          | 129   |
| 5    |      | Martin Järveoja          | 106   |
| 6    |      | Daniel Barritt           | 66    |
| 7    |      | Paul Nagle               | 60    |
| 8    | 1    | Chris Patterson          | 38    |
| 9    | 1    | Renaud Jamoul            | 36    |
| 10   |      | Borja Rozada             | 20    |
| 11   |      | Mikko Markkula           | 17    |
| 12   |      | Torstein Eriksen         | 13    |
| 13   | N    | Cándido Carrera          | 12    |
| 14   | 1    | Alexandre Coria          | 12    |
| 15   | 1    | Carlos del Barrio        | 11    |
| 16   | 1    | Mikko Lukka              | 10    |
| 17   | 1    | Ola Fløene               | 8     |
| 18   | 3    | Elliott Edmondson        | 8     |
| 19   | 2    | Janne Ferm               | 7     |
| 20   | 2    | Florian Haut-Labourdette | 6     |
| 21   | 2    | Sebastian Marshall       | 6     |
| 22   | 2    | Drew Sturrock            | 6     |
| 23   | 2    | Jasper Vermeulen         | 4     |
| 24   | 1    | Diego Vallejo            | 4     |
| 25   | 1    | Tauseef Khan             | 4     |
| 26   | 1    | Jaroslav Fëdorov         | 4     |
| 27   | 1    | Rodrigo Sanjuan          | 2     |
| 28   | 1    | Tim Jessop               | 2     |
| 29   | 1    | Frank Christian          | 2     |
| 30   | 1    | Marcelo Der Ohannesian   | 2     |
| 31   | 1    | Konstantin Aleksandrov   | 1     |
| 32   | 1    | François-Xavier Buresi   | 1     |
| 33   | 1    | Filip Cuvelier           | 1     |

Classifica costruttori WRC
| Pos. | Pos. | Squadra                 | Punti |
| ---- | ---- | ----------------------- | ----- |
| 1    |      | Toyota Gazoo Racing WRT | 397   |
| 2    |      | Hyundai Shell Mobis WRT | 340   |
| 3    |      | M-Sport Ford WRT        | 153   |
| 4    |      | Hyundai 2C Competition  | 44    |